# 雅各布·奥诺
雅各布·奥诺（挪威語：Jakob Aano，1920年4月10日—2016年2月10日），挪威赛于达人，挪威政治人物、挪威基督教民主党领袖，信仰路德教会。他在挪威首都奥斯陆工作。
1965年，他被罗加兰郡选入挪威参议院，之后连续四次连任至1985年。他在1970年4月17日至1985年11月1日担任欧洲委员会议会代表。他从不参与到当地政治，但在1983年至1985年当选为全国党第一副主席。在从政之前，他担任新闻记者，曾受雇于挪威发展合作机构。1983年至1990年，他是赫尔辛基人权委员会的挪威分部成员。1989年至1992年，担任挪威艺术委员会成员。1991年至1999年，担任挪威诺贝尔委员会理事。2016年2月10日去世。